# Erich Schellow

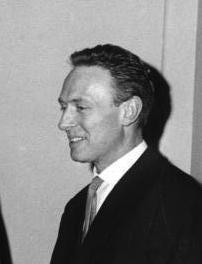
Erich Schellow.

Erich Schellow, född 27 februari 1915 i Berlin, död 25 november 1995 i samma stad, var en tysk skådespelare inom teater och film. Han scendebuterade 1937 vid Volkstheater i Hamburg. Under 1940-talet fram till 1945 verkade han vid Berliner Staatstheater under Gustaf Gründgens ledning. Han filmdebuterade 1947 i Helmut Käutners reflekterande efterkrigsfilm Autostrada och medverkade i 9 filmer fram till 1956. Sedan övergick han till TV-produktioner. En av Schellows kändaste rolltolkningar blev som Sherlock Holmes i en tysk TV-serie under åren 1967-1968. Han var också flitigt anlitad som dubbningsskådespelare.
Sista rollen för TV gjorde han 1986, men som teaterskådespelare var han verksam in på 1990-talet.

## Filmografi, urval
- 1947 – Autostrada
- 1954 – Hans okända modell
- 1955 – Die Stadt ist voller Geheimnisse
- 1956 – Kuppen i Köpenick
- 1956 – Vor Sonnenuntergang